# Tecnica ceramica
La disciplina che studia la produzione di manufatti costituiti da materiali ceramici (che sono particolari materiali non-metallici inorganici). Tali manufatti si possono fabbricare portato il manufatto ad elevatissime temperature (fino a 1300 °C circa) tramite l'azione del calore, o a basse temperature utilizzando reazioni di precipitazione chimica da soluzioni ad alta purezza. La tecnica ceramica comprende la purificazione del materiale grezzo, lo studio e la produzione dei materiali in questione, la loro formazione in componenti e lo studio della loro struttura, composizione e proprietà.
I materiali ceramici possono essere cristallini o semicristallini, con un ordine a lungo raggio su scala atomica. La ceramica vetrosa può avere una struttura amorfa o vetrosa, con ordine atomico limitato o a breve raggio. Essi sono formati da una massa fusa che solidifica per raffreddamento, formata e maturata tramite l'azione del calore, o per sintesi chimica a bassa temperatura, utilizzando per esempio la tecnica del sol-gel.
I materiali ceramici trovano applicazione nel campo dell'ingegneria dei materiali, ingegneria elettrica, ingegneria chimica e ingegneria meccanica. Dato che le ceramiche sono resistenti al calore, possono essere utilizzate per molti compiti ai quali i materiali come il metallo e i polimeri non sono adatti. I materiali ceramici sono utilizzati in una vasta gamma di settori, compresa l'estrazione, l'industria aerospaziale, la medicina, la raffineria, l'industria alimentare, l'industria chimica, la scienza dell'imballaggio, l'elettronica, l'energia elettrica industriale e di trasmissione e la trasmissione di onde luminose guidate.

## Storia
La parola "ceramica" viene dal greco κεραμικός (keramikos) che significa fatto di terracotta, relazionata a una più antica radice dell'indoeuropeo che significa "bruciare", Il termine "ceramica" può essere utilizzato come un sostantivo per indicare un materiale ceramico o il prodotto di fabbricazione di ceramica, oppure come aggettivo. 
La tecnica o ingegneria ceramica, come molte scienze, si è evoluta da una disciplina diversa rispetto agli standard odierni, dove l'ingegneria dei materiali è accoppiata alla tecnica ceramica. Le università che si occupano di ceramica hanno programmi di studio saturi di classi dell'ingegneria dei materiali.
Abraham Darby per primo utilizzò il carbone coke nel 1709 nello Shropshire, Inghilterra, per migliorare il rendimento di un processo di fusione. Il coke è ora ampiamente utilizzato per la produzione di ceramica di carburo. Il vasaio Josiah Wedgwood aprì la prima fabbrica moderna di ceramica nel Stoke-on-Trent, Inghilterra, nel 1759. Il chimico austriaco Karl Bayer, lavorando per l'industria tessile in Russia, sviluppò nel 1888 un processo per separare l'allumina dalla bauxite. Il processo Bayer viene ancora utilizzato per purificare l'allumina per le industrie di ceramica e alluminio. I fratelli Pierre e Jacques Curie scoprirono verso il 1880 la piezoelettricità nel sale di Rochelle. La piezoelettricità è una delle proprietà chiave della elettroceramica. E.G. Acheson nel 1893 ha riscaldato una miscela di coke e argilla inventando il carborundum, o carburo di silicio sintetico. A Parigi quasi nello stesso periodo di Acheson, anche Henri Moissan sintetizzò il SiC e il carburo di tungsteno nel suo forno elettrico ad arco. In Germania, nel 1923, Karl Schröter utilizzò la sinterizzazione della fase-liquida per legare o "cementare" le particelle del carburo di tungsteno di Moissan con il cobalto. I bordi cementati (legati-metallicamente) del carburo aumentano enormemente la durabilità degli strumenti da taglio in acciaio temprato. Negli annil '20 a Berlino W.H. Nernst sviluppò l'ossido di zirconio cubico stabilizzato. Questo materiale viene utilizzato come un sensore di ossigeno nei sistemi di scarico. La principale limitazione nell'uso della ceramica in ingegneria è dovuta alla sua fragilità.
Il primo corso e dipartimento di ingegneria ceramica negli Stati Uniti sono stati istituiti nel 1894 da Edward Orton, professore di geologia e di ingegneria mineraria, presso la Ohio State University. Orton e altri otto esperti di materiali refrattari fondarono l'American Ceramic Society (ACerS) al convegno tenutosi a Pittsburgh nel 1898 dall'associazione nazionale fabbricanti di mattoni (National Brick Manufacturers' Association). Orton è stato il primo segretario generale dell'ACerS ed il suo ufficio all'OSU servì inizialmente come quartier generale della società. Charles F. Binns nel 1900 istituì la New York State School (ora Alfred University) per la lavorazione dell'argilla e della ceramica. Binns fu il terzo presidente dell'ACerS e Orton il 32mo. Una società ceramica in Giappone venne fondata a Tokyo nel 1891, mentre la tedesca Deutsche Keramische Gesellschaft, venne fondata nel 1919 a Berlino.
La Keramos National Professional Ceramic Engineering venne costituita al fine di promuovere e valorizzare il sapere e il carattere degli studenti onde stimolare lo sviluppo mentale e l'interesse per gli aspetti professionali dell'ingegneria ceramica, scienza e tecnologia. Le origini della Keramos Fraternity risalgono alla formazione della Beta Pi Kappa nel 1902 presso la Ohio State University per promuovere l'interazione e il cameratismo tra i professionisti e gli studenti di ingegneria ceramica. La Beta Pi Kappa successivamente nel 1932 si incorporò in una sede di interessi e intenzioni simili presso l'Università dell'Illinois (formata come la Keramos nel 1914). La fraternity  (college universitario privato) ha registrato una crescita nel corso dei successivi quattro decenni di sedi universitarie che seguivano programmi di ingegneria ceramica. Ci sono attualmente 12 sedi di studenti in tutto il paese che attivamente promuovono gli ideali della Keramos e l'ingegneria ceramica.
Il fabbisogno bellico nella seconda guerra mondiale (1939–1945) ha incoraggiato sviluppi dovuti all'esigenza di materiali ad alte prestazioni, contribuendo così ad accelerare lo sviluppo della scienza e dell'ingegneria ceramica. Durante tutti gli anni '60 e '70, nuovi tipi di ceramiche sono state sviluppate in risposta ai progressi realizzati nel settore dell'energia atomica, dell'elettronica, delle comunicazioni e dei viaggi spaziali. La scoperta dei superconduttori ceramici nel 1986 ha stimolato un'intensa attività di ricerca per sviluppare parti di ceramica come superconduttori per dispositivi elettronici, motori elettrici e attrezzatura di trasporto.

## Stato attuale

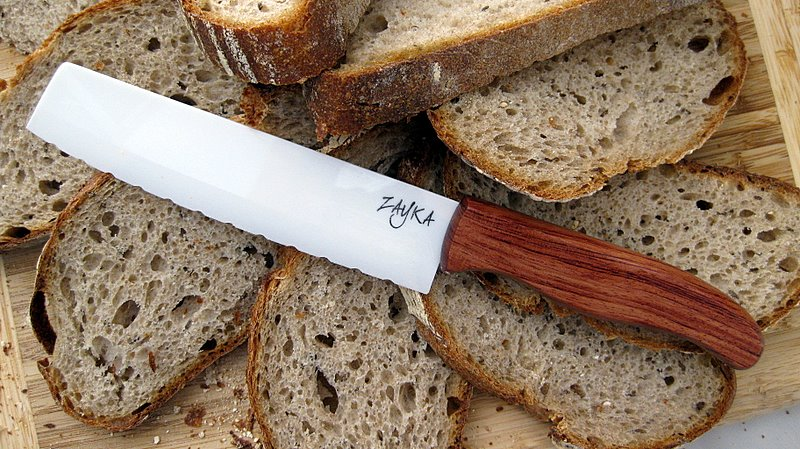
Coltello in ceramica da pane

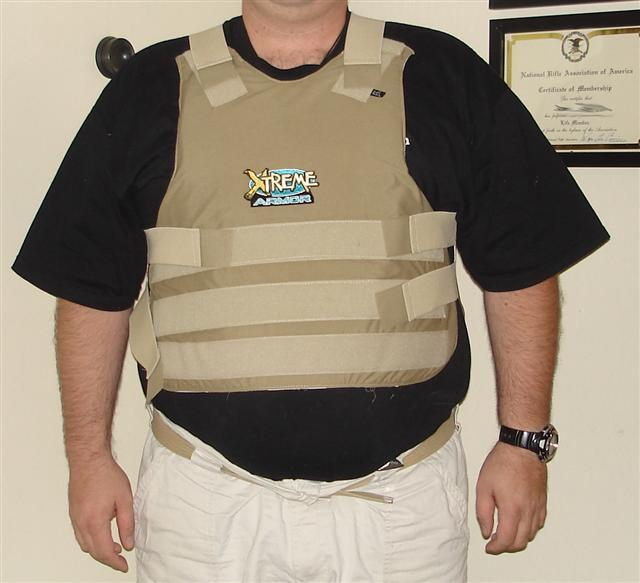
Giubbotto balistico con piastre interne in ceramica

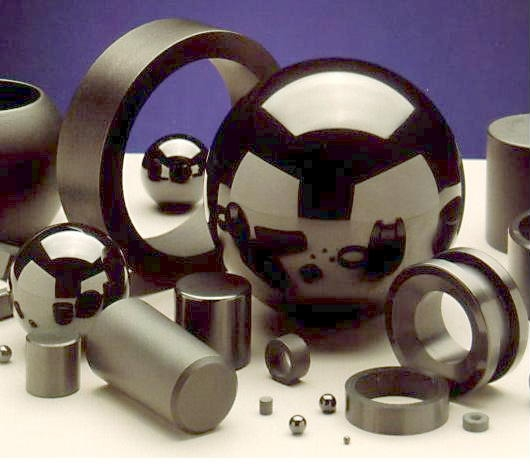
Parti in ceramica di Si_{3}N_{4}

Ora, con molti miliardi di dollari all'anno, l'industria, l'ingegneria ceramica e la ricerca si sono affermate come un settore importante della scienza. Le applicazioni continuano ad espandersi come i ricercatori sviluppano nuovi tipi di ceramiche per scopi diversi.
- Le ceramiche al biossido di zirconio vengono utilizzate per la fabbricazione di coltelli. La lama del coltello ceramico rimarrà affilata per molto più tempo di quella di un coltello in acciaio, anche se è più fragile e può essere spezzata facendola cadere su una superficie dura.
- Le ceramiche come l'allumina, il carburo di boro e il carburo di silicio sono state utilizzate in giubbotti antiproiettile per respingere i colpi di fucile di grosso calibro. Tali piastre sono conosciute comunemente come inserti protettivi da piccole armi (SAPI, small-arms protective insert). Per il loro basso peso, materiali simili vengono utilizzati per proteggere la carlinga di alcuni aerei militari.
- Pezzi di nitruro di silicio sono usati nei cuscinetti a sfere di ceramica. La loro maggiore durezza significa che sono molto meno soggetti ad usura e possono offrire una durata più del triplo. Inoltre, si deformano anche meno sotto carico, nel senso che hanno meno contatto con le pareti della gabbia del cuscinetto che può girare più velocemente. Nelle applicazioni ad altissima velocità, il calore d'attrito durante il rotolamento può causare problemi per i cuscinetti di metallo; problemi che sono ridotti con l'uso della ceramica. Le ceramiche sono anche più resistenti alle aggressioni chimiche e possono essere utilizzate in ambienti umidi dove i cuscinetti in acciaio subirebbero l'attacco della ruggine. Il principale inconveniente nell'utilizzare le ceramiche è il costo notevolmente più elevato. In molti casi le loro proprietà elettricamente isolanti possono essere preziose per i cuscinetti.
- All'inizio degli anni '80, la Toyota stava cercando di produrre un motore ceramico adiabatico che potesse funzionare ad una temperatura di oltre 6000 °F (3300 °C). I motori ceramici non richiedono un sistema di raffreddamento e permettono perciò una riduzione importante del peso e quindi un maggior rendimento del carburante. Il rendimento del carburante del motore è anche più alto ad alta temperatura, come dimostrato dal teorema di Carnot. In un motore convenzionale metallico, gran parte dell'energia liberata dal combustibile deve essere dissipata come calore di scarto onde evitare la fusione delle parti metalliche. Nonostante tutte queste proprietà desiderabili, questi motori non sono in produzione perché è difficile la fabbricazione di pezzi in ceramica con i necessari requisiti di precisione e durata nel tempo. L'imperfezione nella ceramica conduce alla formazione di fratture che possono portare a guasti nelle attrezzature potenzialmente pericolosi. Tali motori sono possibili in ambienti di laboratorio, ma la produzione su vasta scala non è possibile con le attuali tecnologie.
- Sono state sviluppate parti in ceramica per motori turbogas. Attualmente, anche le lame in leghe metalliche avanzate utilizzate nella sezione calda dei motori necessitano di un raffreddamento e di un'attenta limitazione delle temperature in gioco. I motori a turbina realizzati in ceramica potrebbero funzionare in maniera più efficiente, fornendo una maggiore gamma di aeromobili e un più grande carico utile per una certa quantità di carburante.
- Recentemente ci sono stati progressi in questo campo riscontrabili nella fabbricazione della bio-ceramica che produce per es. impianti dentali e ossa sintetiche. L'Idrossiapatite, la componente minerale dell'osso naturale, è stata sintetizzata artificialmente da un certo numero di fonti biologiche e chimiche e può essere formata con materiali ceramici. Le protesi ortopediche ricavate da queste materie si legano prontamente alle ossa e ad altri tessuti del corpo, senza causare rigetto o reazioni infiammatorie. Per questo motivo, esse sono di grande interesse per la distribuzione del gene e dei collegamenti nell'ingegneria dei tessuti. La maggior parte delle ceramiche apatiti idrossili sono molto porose e sono carenti di resistenza meccanica e vengono utilizzate per apparecchi ortopedici come rivestimento per il metallo onde facilitare la formazione di un legame a livello osseo o come riempitivi dell'osso. Inoltre sono usate come riempitivi per viti di plastica ortopediche per aiutare a ridurre l'infiammazione e aumentarne il loro assorbimento. Si è lavorato per rendere i materiali ceramici nano-cristallini di idrossiapatite forti e completamente densi onde poterli usare nei dispositivi ortopedici in grado di sopportare carichi pesanti (in sostituzione di quelli estranei fabbricati in metallo e in materie plastiche) con un sintetico, ma naturale, minerale osseo. In ultima analisi questi materiali ceramici possono essere usati come sostituti ossei o, con l'incorporazione dei collageni proteici, come ossa sintetiche.
- La ceramica high-tech viene utilizzata in orologeria per la produzione di casse di orologi. Il materiale è apprezzato dagli orologiai per la sua leggerezza, la resistenza ai graffi, la durabilità e il tocco morbido. Uno dei marchi che ha iniziato ad utilizzare la ceramica in orologeria è l'IWC. Nell'edizione Top Gun del 2007 dell'IWC, la cassa del modello pilot's watch double chronograph è realizzato in ceramica nera high-tech.[7]

## Fasi del processo
Il tradizionale processo di ceramica segue generalmente questa sequenza: → macinatura (milling) → dosaggio - miscelazione → formatura → essiccatura → cottura → assemblaggio. 

Mulino a biglie

- La macinatura è il processo mediante il quale i materiali vengono ridotti dalla loro dimensione originale grossolana a una più piccola. La macinatura può comportare la disgregazione del materiale cementato (nel qual caso le particelle mantengono la loro forma) o la polverizzazione (che prevede la loro macinatura onde ottenerne una dimensione inferiore). La macinatura in genere è realizzata con mezzi meccanici, che comprendono

- il logorio (ovvero la collisione delle particelle l'una contro l'altra che comporta la rottura degli agglomerati e la loro tranciatura),
- la compressione (che applica una forza che comporta la fratturazione) e
- l'impatto (che impiega un mezzo di macinatura oppure sono le stesse particelle a causare la fratturazione).
Le apparecchiature per la macinazione a logoramento comprendono il scrubber ad umido (detto anche mulino planetario o mulino per il logoramento ad umido), che ha delle pale in acqua che creano vortici in cui il materiale si scontra e si sfalda. I mulini a compressione comprendono alcuni tipi di frantoio: a ganasce, a rullo e a cono. I mulini a impatto comprendono il mulino a biglie, che ha oggetti che cadendo fratturano il materiale. I fratturatori (impactors) ad albero (shaft) causano il logoramento e la compressione delle particelle.
- La dosatura è il processo di pesatura degli ossidi secondo le ricette in modo da prepararli per la miscelazione e l'essiccazione.
- Alla dosatura segue la miscelazione fatta con varie macchine, come i miscelatori a nastro per la miscelazione a secco (un tipo di miscelatore per il cemento), i miscelatori Mueller e le impastatrici. la miscelazione a secco comporta in genere la stessa attrezzatura.
- Con la formatura si fabbricano i prodotti tramite il materiale miscelato nelle forme che vanno dal water agli isolatori per candele di accensione. La formatura può comportare:

1) l'estrusione, come l'estrusione di "spezzoni" (slugs) per fare mattoni.
2) la pressatura per foggiare le parti con una certa forma.
3) la colata di argilla semiliquida, un metodo con cui si possono fare water, lavandini e prodotti ornamentali come statue in ceramica.
La formatura produce una cosiddetta parte "verde", pronta per l'essiccazione. Le parti verdi sono morbide, flessibili e con il tempo perderanno la forma, una volta manipolate. Ad esempio, un mattone verde può essere "spremuto", e dopo spremitura rimarrà in quel modo.
- L'essiccamento rimuove l'acqua o il legante dal materiale formato. L'atomizzatore è ampiamente utilizzato per preparare la polvere nelle operazioni di pressatura. Altri essiccatoi sono quelli cosiddetti periodici e a tunnel. Il calore controllato è applicato in questo processo in due fasi. In primo luogo, il calore rimuove l'acqua. Questo passaggio necessita di un attento controllo, dato che il rapido riscaldamento provoca crepe e difetti sulla superficie. La parte essiccata è più piccola della parte verde, ed è fragile, e richiede perciò un accurato trattamento, dal momento che un piccolo impatto potrebbe causere sbriciolamenti e rotture.
- La cottura è dove le parti essiccate passano attraverso un processo di riscaldamento controllato e gli ossidi vengono chimicamente modificati causando la sinterizzazione e saldatura (bonding). La parte cotta sarà più piccola della parte essiccata.

## Metodi di formatura
Le moderne tecniche ceramiche di formatura comprendono la modellatura a mano (o "tornitura"), slipcasting, tape casting stampaggio ad iniezione (injection moulding), pressatura a secco, pressatura isostatica, pressatura isostatica a caldo (HIP, Hot Isostatic Pressing) e altre.  I metodi per la formatura di polveri ceramiche in forme complesse sono desiderabili in molti settori della tecnologia. Tali metodi sono necessari per la produzione avanzata, per parti strutturali operanti ad alte temperature, come i componenti del motore termico e delle turbine. I diversi materiali per la ceramica utilizzati in questi processi possono comprendere: legno, metallo, acqua, gesso e resina epossidica - la maggior parte dei quali saranno eliminati al momento della cottura. 
Queste tecniche di formatura sono ben note per fornire strumenti e altri componenti aventi stabilità dimensionale, qualità della superficie, alta densità (vicino a quella teorica) e uniformità microstrutturale.  Al crescente uso e alla diversificazione di forme speciali di ceramica si aggiungono la diversità delle tecnologie utilizzate in base al processo specifico. 
Così, le fibre di rinforzo e i filamenti sono principalmente  fatti di polimeri, sol-gel, o tramite processi CVD, ma anche la fusione ha la sua applicabilità. La forma speciale più ampiamente utilizzata è la struttura stratificata tramite il tape casting per substrati elettronici e imballaggi preminentemente.  La fotolitografia è di crescente interesse per la modellatura precisa di conduttori e altri componenti per tali imballaggi. La tecnica del tape casting o i processi di formatura sono anche di crescente interesse per altre applicazioni, che vanno dalle strutture aperte come le celle a combustibile ai compositi ceramici. 
L'altra maggiore struttura a strato è il rivestimento, dove la fusione a spruzzo è molto importante, ma la deposizione di vapore chimico e fisico e i metodi chimici (per es. sol-gel e pirolisi di polimeri) stanno vedendo tutti un maggiore utilizzo. Oltre alle strutture aperte formate da tape casting, da strutture estruse, come i supporti per catalizzatori a nido d'ape e le strutture altamente porose, tra cui schiume varie, per esempio, il schiuma espansa, sono sempre più in uso.
La densificazione dei corpi di polvere consolidati continua ad essere realizzata prevalentemente tramite la sinterizzazione (senza pressione). Tuttavia, l'uso della sinterizzazione a pressione tramite la pressatura a caldo è in aumento, soprattutto per i non-ossidi e le parti di forme semplici dove è necessaria una maggiore qualità (soprattutto omogeneità microstrutturale), e le dimensioni più grandi o le parti multiple per la pressatura possono essere un vantaggio.

## Il processo di sinterizzazione
I principi dei metodi basati sulla sinterizzazione sono semplici ("sinter" ha radici nell'inglese "cinder" = cenere). La cottura avviene a una temperatura al di sotto del punto di fusione della ceramica. Una volta che un oggetto tenuto insieme in modo grossolano chiamato "corpo verde" è prodotto, esso viene cotto in un forno, dove i processi di diffusione atomica e molecolare danno luogo a significativi cambiamenti nelle caratteristiche microstrutturali primarie. Queste comprendono la graduale eliminazione della porosità, che è in genere accompagnata da una netta contrazione e addensamento globale del componente. Così, i pori dell'oggetto possono chiudersi in modo che risulti più denso con resistenza e tenacità significativamente maggiori.
Un altro grande cambiamento nel corpo durante la cottura o il processo di sinterizzazione sarà la creazione della natura policristallina del solido. Questa modifica introdurrà una qualche forma di distribuzione della dimensione dei granuli che avranno un impatto significativo sulle proprietà fisiche esterne del materiale. Le dimensioni dei granuli potranno essere associate alla dimensione delle particelle iniziali, o possibilmente alle dimensioni degli aggregati o cluster di particelle che emergono durante le fasi iniziali del trattamento.
Al termine la microstruttura (e quindi le proprietà fisiche) del prodotto finale sarà limitata e soggetta alla forma del modello strutturale o precursore che si è creato nelle fasi iniziali della sintesi chimica e della formatura fisica. Ergo l'importanza della polvere chimica e del processo dei polimeri che riguarda la sintesi della ceramica industriale, il vetro e il vetroceramica.
Ci sono numerosi perfezionamenti possibili del processo di sinterizzazione. Alcuni dei più comuni riguardano la pressatura del corpo verde per dare alla densificazione un punto di inizio riducendo il tempo di sinterizzazione necessario. A volte vengono aggiunti leganti organici come l'alcool polivinilico per tenere insieme il corpo verde che bruciano durante la cottura (a 200-350 °C). In certi casi vengono aggiunti lubrificanti organici durante la pressatura per aumentare densificazione, di solito combinandoli con la polvere e poi pressare il tutto. La formulazione di questi additivi chimici organici è un'arte a sé stante. Ciò è particolarmente importante nella produzione di ceramiche ad alte prestazioni come quelle utilizzate a miliardi per l'elettronica, nei condensatori, induttori, sensori, ecc.
Un impasto semiliquido (slurry) può essere utilizzato al posto della polvere, e poi colato in una forma desiderata, essiccato e dunque sinterizzato. In effetti, la ceramica tradizionale è fabbricata con questo tipo di metodo, utilizzando una miscela plastica lavorata con le mani. Se insieme ad un impasto ceramico viene immessa una miscela di materiali diversi, la temperatura di sinterizzazione è talvolta al di sopra del punto di fusione di una componente minore - una sinterizzazione in una fase liquida. Ciò si traduce in tempi più brevi rispetto alla sinterizzazione allo stato solido.

## Resistenza della ceramica
La resistenza di un materiale dipende dalla sua microstruttura. La tecnologia dei processi a cui è sottoposto un materiale può modificare questa microstruttura. La varietà dei meccanismi di rafforzamento che alterano la resistenza di un materiale comprendono il meccanismo di rafforzamento del limite granulare. Così, anche se il miglioramento della resistenza aumenta al diminuire delle dimensioni dei granuli, in definitiva, le loro dimensioni molto piccole rendono il materiale fragile. Considerando anche il fatto che il carico di snervamento è il parametro che prevede la deformazione plastica del materiale, si possono prendere decisioni studiate su come aumentare la forza di un materiale in funzione delle sue proprietà microstrutturali e dell'effetto finale desiderato.
La relazione tra tensione di snervamento e dimensione dei granuli è descritto matematicamente per mezzo dell'equazione di Hall-Petch, ovvero
{\displaystyle \sigma _{y}=\sigma _{0}+{k_{y} \over {\sqrt {d}}}}
dove ky è il coefficiente della resistenza (una costante unica per ogni materiale), σo è la costante dei materiali dello sforzo iniziale per il movimento di dislocazione (o la resistenza del reticolo per il moto di dislocazione), d è il diametro granulare e σy la tensione di snervamento.
Teoricamente, un materiale potrebbe essere infinitamente forte se i granuli fossero infinitamente piccoli. Questo è, purtroppo, impossibile, perché il limite inferiore della dimensione dei granuli è una cellula singola unitaria del materiale. Anche in questo caso, se i granuli di un materiale fossero delle dimensioni di una singola cellula unitaria, esso sarebbe difatti amorfo e non cristallino, dato che non esiste un ordine a lungo raggio e le dislocazioni non possono essere definite in un materiale amorfo. È stato osservato sperimentalmente che la microstruttura con la massima tensione di snervamento ha dimensione granulare di circa 10 nanometri, in quanto i grani più piccoli subiscono un altro meccanismo di cedimento, lo scorrimento del confine granulare. La produzione di materiali tecnologici con questa dimensione granulare ideale è difficile a causa dei limiti dimensionali delle dimensioni iniziali delle particelle inerenti ai nanomateriali e alla nanotecnologia.

## Teoria del processo chimico

### Uniformità microstrutturale
Nella lavorazione della ceramica fine, le dimensioni delle particelle irregolari e le forme in una tipica polvere spesso portano a morfologie di impacchettamento (packing) non uniformi dando luogo a variazioni della densità di impacchettamento nella polvere compatta. Un'agglomerazione incontrollata di polveri causata dalle forze attrattive di Van der Waals può anche dar luogo a una disomogeneità microstrutturale.
Le tensioni differenziali che si sviluppano a seguito della contrazione non uniforme dovuta all'essiccazione sono direttamente connesse al tasso con cui il solvente può essere rimosso, e quindi fortemente dipendenti dalla distribuzione della porosità. Tali sollecitazioni sono state associate a una transizione da plastico-a-fragile nei corpi consolidati, e, se non mitigate, possono dar luogo a una propagazione di fratture nei corpi non cotti.
Inoltre, ogni fluttuazione nella densità di impacchettamento del compatto, così come preparato per il forno, viene spesso amplificata durante il processo di sinterizzazione, ottenendo un densificazione disomogenea.
Alcuni pori e altri difetti strutturali associati alle variazioni di densità hanno dimostrato di giocare un ruolo negativo nel processo di sinterizzazione tramite una crescente e perciò limitata densità del punto finale.
Le sollecitazioni differenziali che sorgono dalla densificazione disomogenea hanno dimostrato di provocare la propagazione di fratture interne, diventando così i difetti che dominano la resistenza.
Sembrerebbe quindi opportuno elaborare un materiale in modo che sia fisicamente uniforme per quanto riguarda la distribuzione dei componenti e della porosità, piuttosto che utilizzare le distribuzioni della dimensione delle particelle che massimizzino la densità verde. Il contenimento di un assemblaggio uniformemente disperso di particelle fortemente interagenti in sospensione richiede il controllo totale sulle interazioni tra particelle. I colloidi monodispersi forniscono questo potenziale.
Le polveri monodisperse di silice colloidale, per esempio, possono quindi essere sufficientemente stabilizzate onde assicurare un alto grado di ordine nel cristallo colloidale o solido colloidale policristallino che risulta dall'aggregazione. Il grado di ordine sembra essere limitato dal tempo e dallo spazio consentito dalle correlazioni a lungo raggio da definire.
Tali strutture colloidali policristalline difettose sembra siano gli elementi di base della scienza dei materiali colloidali submicrometrici, e, quindi, rappresentano il primo passo per lo sviluppo di una comprensione più rigorosa dei meccanismi coinvolti nell'evoluzione microstrutturale nei sistemi inorganici come la ceramica policristallina.

### Auto-assemblaggio

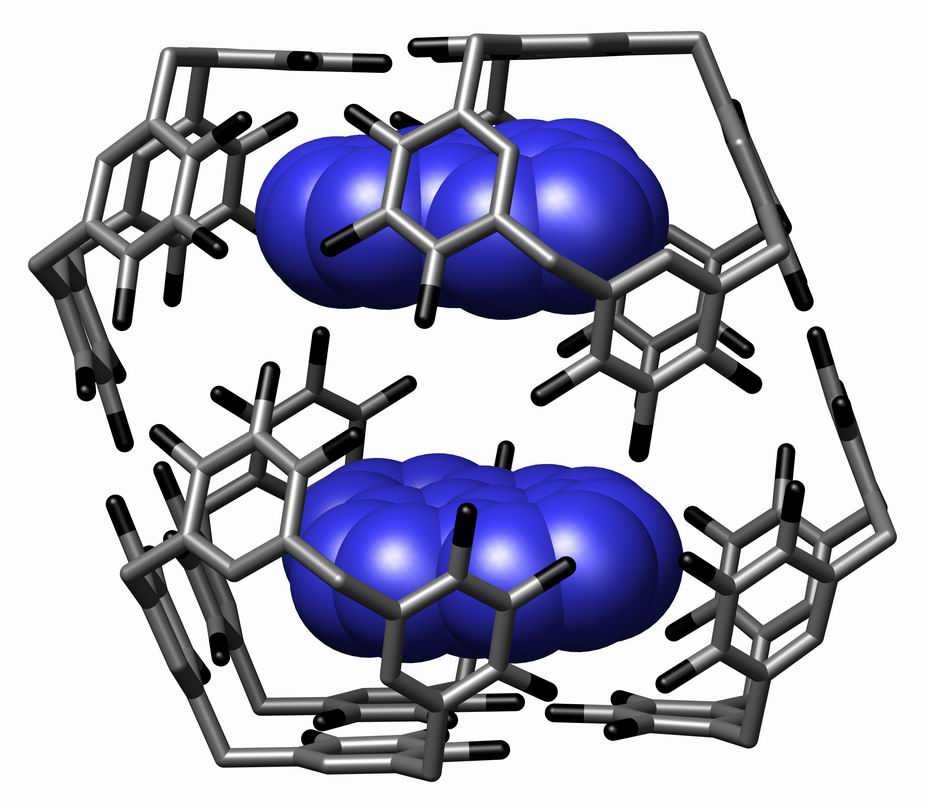
Un esempio di un assemblaggio supramolecolare.

L'"auto-assemblaggio" è il termine in uso più comune nella moderna comunità scientifica per descrivere la spontanea aggregazione di particelle (atomi, molecole, colloidi, micelle, ecc.) senza l'influenza di nessuna forza esterna. Grandi gruppi di tali particelle sono note per la capacità di auto-assemblarsi in aggregati termodinamicamente stabili, strutturalmente ben definiti, abbastanza da ricordare uno dei 7 siestemi cristallini trovati in metallurgia e mineralogia (per es. in sistemi cristallini cubici incentrati sulla faccia, incentrati sul corpo, ecc.). La differenza fondamentale nella struttura in equilibrio è nella scala spaziale della cella unitaria (o parametro di reticolo) in ogni caso particolare.
Così, l'auto-assemblaggio sta emergendo come una nuova strategia nella sintesi chimica e nella nanotecnologia. L'auto-assemblaggio molecolare è stato osservato in vari sistemi biologici e alla base della formazione di una vasta gamma di complesse strutture biologiche. Così, l'auto-assemblaggio sta anche emergendo come una nuova strategia nella sintesi chimica e nella nanotecnologia. I cristalli molecolari, i cristalli liquidi, i colloidi, le micelle, le emulsioni, i polimeri a fase separata, le pellicole sottili e i monostrati auto-assemblati rappresentano tutti esempi di tipi di strutture altamente ordinate ottenute con queste tecniche. La caratteristica distintiva di tali metodi è l'auto-organizzazione in assenza di qualsiasi forza esterna.
Inoltre, le principali caratteristiche meccaniche e le strutture biologiche della ceramica, i compositi polimerici, gli elastomeri e i materiali cellulari vengono rivalutati, con particolare attenzione ai materiali e alle strutture ispirate alla biologia. Gli approcci tradizionali si concentrano su metodi di progettazione dei materiali biologici che utilizzano i convenzionali materiali sintetici. Ciò include una classe emergente di biomateriali meccanicamente superiori basati su caratteristiche e disegni microstrutturali che si trovano in natura. I nuovi orizzonti sono stati identificati nella sintesi di materiali ispirati alla biologia attraverso processi che sono caratteristici dei sistemi biologici esistenti in natura, compreso l'auto-assemblaggio di componenti su scala nanometrica e lo sviluppo gerarchico di strutture.

## Metodi alternativi

### Processo di fusione
Molti metodi per fabbricare la ceramica non usano affatto le polveri o almeno non direttamente. I più estesi tra questi sono i vari metodi che utilizzano il processo di fusione, di cui la fusione a getto (melt casting) produce elementi di dimensioni e volumi di gran lunga maggiori. La fusione ad arco con elettrodi di grafite predomina, ma è usata anche qualche tipo di fusione ad induzione, direttamente attaccata alla ceramica da fondere, di solito dopo il riscaldamento di parte della massa tramite altri mezzi fino a circa 1000 °C per l'"accoppiamento" (coupling) sufficiente (per es. la produzione di singoli cristalli di zirconia cubica ZrO2, per i gioielli in commercio, in un crogiulo a teschio).
Nell'uno o nell'altro caso, il metodo è prevalentemente la fusione a teschio (skull melting), dove la colata viene contenuta dentro uno strato della stessa ceramica, tenuta non fusa tramite un guscio raffreddato ad acqua. I materiali non-ossidi che fondono possono essere lavorati ad arco o con la fusione a fascio d'elettroni. Tuttavia, la fusione è prevalentemente applicata agli ossidi, come allumina (Al2O3) e zirconia (ZrO2). Un lingotto solido viene dunque frantumato in granuli per la lavorazione di sostanze refrattarie o in polvere per la proiezione al plasma. Il vantaggio di polveri derivate dalla fusione della spruzzatura al plasma si trova nella polvere composta da diversi componenti che raggiungono generalmente una maggiore omogeneità di composizione.
La colata dei componenti ceramici della fusione, di solito in stampi di grafite, in genere hanno granuli molto grandi (10-1000 volte) e una porosità sostanziale (10-20%) rispetto alla ceramica sinterizzata. La dimensione dei granuli sulla superficie di tali pezzi di fusione sarà generalmente più fine rispetto al suo interno a causa di un rapido raffreddamento della superficie, in particolare nei materiali monofase. Tuttavia, anche la dimensione dei granuli della superficie sarà in genere almeno a un ordine di grandezza o maggiore rispetto alle tipiche dimensioni dei granuli sinterizzati.
Mentre qualche porosità può sorgere a causa dei gas estrinseci intrappolati, così come l'evoluzione di alcuni gas disciolti durante la solidificazione, in gran parte derivati intrinsecamente dal volume notevolmente inferiore del materiale solidificato relativo alla sua fusione per i materiali ossidi. La porosità intrinseca, come pure gran parte della porosità estrinseca, si forma sull'interfaccia solido/liquido.
La solidificazione direzionale, in quanto utilizzata nella crescita dei monocristalli, è in grado di eliminare l'intrappolamento di ognuna delle porosità intrinseche, e può essere usata per dare strutture eutettiche potenzialmente benefiche. Al fine di minimizzare i problemi dovuti alla porosità estrinseca dalle specie volatili intrappolate, la maggior parte dei singoli cristalli sono prodotti dal materiale già fuso precedentemente almeno una volta, ma comunemente due volte. La maggior parte delle fusioni ceramiche sono progettate in modo da far sì che la porosità risultante da un fronte di solidificazione si trovi nelle regioni in cui essa è meno dannosa per le prestazioni.
Il processo della fusione è anche uno dei metodi ampiamente più utilizzati per la fabbricazione di rivestimenti in ceramica, e può essere fatto su aree di dimensioni piuttosto grandi. Ciò è più comunemente fatto tramite l'alimentazione di polveri di dimensioni adeguate, per esempio,  gli agglomerati di poche decine di micrometri di diametro, dentro un fuoco derivato chimicamente (per es. ossiacetilene) o elettricamente (per es. plasma). Tali rivestimenti a spruzzo fuso, sebbene usati in modo considerevole in passato, hanno spesso sofferto di qualità variabile ed eccessiva porosità. Mentre alcune porosità sono intrinseche nel processo (e aumentano con il successivo trattamento termico di materiali come Al2O3, che si raffreddano rapidamente in fasi di densità inferiore e instabili), i rivestimenti più densi sono stati ottenuti in anni recenti utilizzando camere per spruzzare a pressione ridotta per le velocità delle particelle più alte. La camera di nebulizzazione permette di ottenere anche una superficie più pulita, più affidabile, ad esempio, tramite lo spruzzamento catodico per una migliore adesione. Il controllo computerizzato dei parametri di spruzzatura sta portando a significativi miglioramenti per quanto concerne la riproducibilità.

### Deposizione di vapore chimico

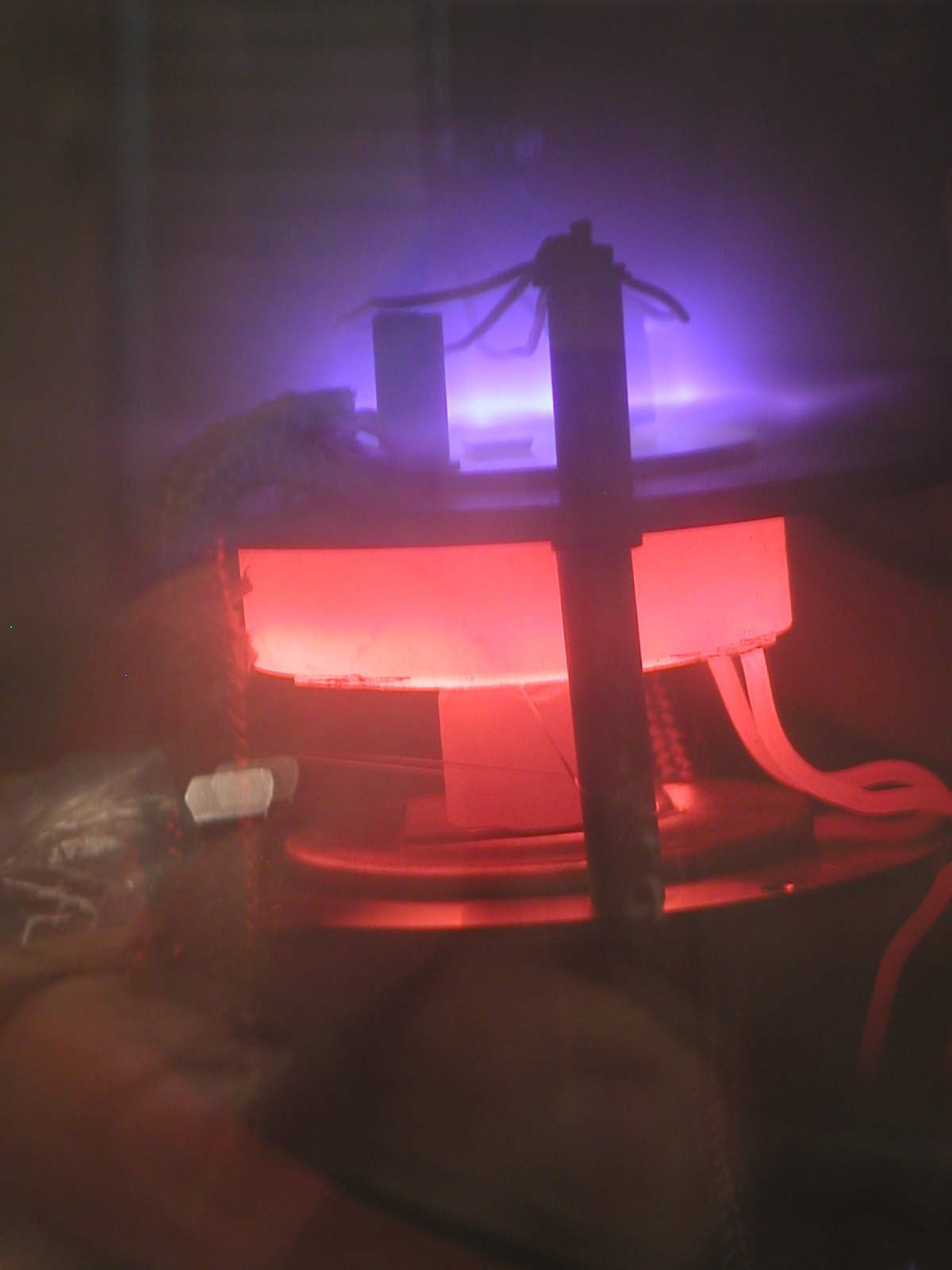
Il Plasma (violetto) intensifica la crescita dei nanotubi di carbonio nella deposizione accresciuta di vapore chimico al plasma.

Un altro metodo non basato sulla polvere è quello della deposizione chimica da vapore (CVD, Chemical Vapor Deposition). Anche se in uso per la fabbricazione di polveri ceramiche, questo metodo è utilizzato abbastanza ampiamente anche per fare rivestimenti di ceramica, come pure componenti monolitici. In genere, i precursori inorganici e correlati, che sono sostanzialmente meno costosi, sono utilizzati per la materia grossolana (bulk) e nei corpi strutturali, con temperature di lavorazione che comunemente oscillano tra i 1000 e i 1500 °C. I precursori organometallici, di solito molto più costosi, possono essere usati, ad esempio, nei rivestimenti per l'elettronica, con deposizioni a temperature che vanno da poche a diverse centinaia di gradi Celsius. La CVD ha svolto un ruolo chiave nello sviluppo delle fibre ottiche per la produzione di "gomitoli" (boules) di elevata purezza da cui vengono tratte le fibre.
In condizioni appropriate, il tasso di deposizione alto di decine di micrometri al minuto può essere realizzato con costi di processo moderati. La CVD può produrre alcuni dei più grandi componenti tecnologici in ceramica. Un altro importante vantaggio della CVD è che può produrre facilmente una varietà di materiali non-ossidi abbastanza importanti, come SiC, Si3N4, B4C e BN, che altrimenti richiederebbero temperature molto elevate e in genere possono essere solo prodotti dalla polvere utilizzando gli additivi che in ultima analisi possono limitare le prestazioni (soprattutto ad alte temperature). Per esempio, la CVD depositata, SiC o Si3N4, ha sostanzialmente una più alta resistenza allo scorrimento ad elevate temperature di quanto non facciano i corpi prodotti per mezzo della densificazione di polveri che richiedono additivi.
Le sfide della CVD sono principalmente il controllo della microstruttura e delle tensioni residue. La CVD comunemente ottiene delle sostanziali dimensioni granulometriche (da poche decine ad alcune centinaia di micrometri); lo sviluppo dei coni di crescita (colonie di granuli orientati allo stesso modo) di solito aumentano ad un tasso molto più alto perpendicolare alla superficie di crescita piuttosto che ad essa paralleli, o entrambe le cose. I granuli di dimensioni più grandi in genere danno luogo a proprietà meccaniche meno ottimali. Altri svantaggi includono le superfici ruvide che richiedono più lavorazioni che possono limitare la loro qualità finale.
Le tensioni residue possono essere un problema molto serio per la CVD, come per qualsiasi processo di deposizione. Alcune sollecitazioni dovute all'espansione differenziale tra il materiale depositato e il substrato (di solito grafite per la produzione di corpi indipendenti, dal momento che è facilmente rimovibile) sono relativamente modesti in termini di costi, permettendo una sufficiente gamma di accomodamento di espansione termica. Tuttavia, le principali fonti di stress residui sono apparentemente variazioni in stechiometria e tensioni risultanti di reticolo, dato che alcune sollecitazioni possono effettivamente alterare in modo sostanziale o distruggere un componente a temperatura di deposizione, dove c'è poca o nessuna tensione differenziale tra il componente e la superficie su cui esso viene depositato.
Il controllo sia delle tensioni residue che della microstruttura è un motivo comune per la CVD condotta a tassi di deposizione relativamente modesti, cioè, temperature, pressioni e colate ridotte. Tuttavia, la questione appare in parte essere quella di controllare la nucleazione appropriata, che dovrebbe essere indirizzabile in modo più fondamentale tramite mezzi chimici e fisici. Non sembra esserci alcuna ragione intrinseca per cui non si possano sfruttare i costi vantaggiosi di elevati tassi di deposizione ottenendo allo stesso tempo accettabili microstrutture e tensioni residue. Questo avverrà probabilmente in un settore importante per la ricerca e lo sviluppo.

### Deposizione di vapore fisico
Sono utilizzati anche vari metodi di deposizione di vapore fisico (PVD, Physical Vapor Deposition). Questi includono l'evaporazione (per es. un fascio di elettroni), spruzzamento catodico e il processo di reazione (per es. spruzzamento catodico reattivo). Poiché i tassi di deposizione sono abbastanza bassi, tali processi sono limitati a rivestimenti sottili.
I rivestimenti per le applicazioni soggette ad usura, soprattutto per molti strumenti da taglio e simili, per esempio, con TiN per mezzo della deposizione reattiva, sono adesso ampiamente fatti su scala industriale. Un'occasione importante presentata dalla PVD, così come dalla CVD e, probabilmente, da qualche altro processo di deposizione, è quello di imparare a controllare gli orientamenti preferiti nei rivestimenti. Se si possono ottenere rivestimenti con appropriate orientazioni preferenziali di alcune ceramiche anisotropiche, si può raggiungere un assortimento migliore del rivestimento ceramico e delle dilatazioni termiche del substrato.
Una serie di ceramiche possono anche essere depositate tramite mezzi elettrochimici, in linea di principio, utilizzate per la produzione di componenti monolitici come pure per i rivestimenti, allo stesso modo della CVD. Tuttavia, vi è stata solo di indagine limitata riguardo a questa tecnica mirata al rivestimento. Il veicolo per la deposizione di solito è un sale fuso, che di per sé rappresenta una sfida considerevole alla temperatura ed alla corrosione, creando però il problema delle piccole tasche (pockets) del bagno incorporate nel rivestimento che ne limitano la qualità. È necessario un maggiore sviluppo del processo che va dalla chimica di base al controllo di fattori che influenzano la microstruttura della pellicola.

### Pirolisi del polimero
Uno dei più recenti metodi di preparazione della ceramica o dei rivestimenti in ceramica non basati sulla polvere è la pirolisi dei polimeri. In questo caso, si ottiene una ceramica per mezzo della pirolisi di un appropriato polimero organico metallico, utilizzato in modo analogo nella fabbricazione del carbonio vetroso o delle fibre di grafite. Sebbene questo metodo sia applicabile ad alcuni ossidi, esso è adatto prevalentemente per i non ossidi. È stata realizzata la preparazione di SiC dai polimeri basati sui legami Si-C- e sul Si3N4 dai polimeri basati su Si-N-; sono stati inoltre fatti progressi per ottenere il B4C e la ceramica basata sul BN da appropriati precursori polimerici.
Il termine "basato" viene usato per denotare il fatto che in genere non si ottiene la stechiometria esatta della ceramica desiderata o il polimero precursore. Invece viene in genere ottenuto un eccesso di un costituente o una miscela di prodotti. È usuale ottenere miscugli di Si3N4 e SiC, o produrre Si3N4 con eccesso di Si (che può essere convertito in Si3N4 tramite pirolisi in un ambiente che produce azoto, come N, o NH3).
Il peso ottenuto dalla ceramica risultante dal polimero deve in genere corrispondere di una percentuale dell'80% di SO per un processo pratico. Tuttavia, per alcuni sistemi sono stati calcolati teoricamente rendimenti fino al 90% e sperimentalmente si avvicinano di molto all'appropriato precursore, uno risultante essenzialmente dalla perdita esclusiva di idrogeno nella formazione del prodotto in ceramica finale. Il restringimento sostanziale e/o la screpolatura (cracking), come pure la porosità, sono i meccanismi tipici tramite i quali le differenze sostanziali in densità tra il polimero di partenza e la composizione in ceramica risultante sono adattate.
Un limitazione di base della pirolisi del polimero è che non può produrre materiali ceramici completamente densi a meno che almeno una dimensione non sia piccola dell'ordine di micrometri. Le tipiche porosità risultanti di corpi grossolani dalla pirolisi rientrano nel campo di variabilità del 20-40%, almeno per i pezzi di pochi mm di spessore. I pezzi più spessi possono avere più porosità, e quindi le dimensioni ottenibili sono limitate. Tuttavia, sono stati prodotti pezzi in carbonio vetroso di almeno 30 cm di lunghezza. Il processo è applicabile potenzialmente in modo più ampio alla fabbricazione di rivestimenti o fibre, per i quali è già in produzione commerciale, così come ai compositi.
Anche la lavorazione del sol-gel è di interesse per i compositi. Il processo di fusione viene usato estensivamente per la produzione di fibre di ossidi. Industrialmente, vengono incluse le fibre per le fibre ottiche, di rinforzo (compositi in fibra di vetro), e fibre isolanti per prodotti che vanno dalle applicazioni per la casa a quelle per le fornaci ad alta temperatura.
Le fibre isolanti sono tipicamente formate soffiando ruscelli fusi, mentre le fibre ottiche e di rinforzo vengono trafilate. Precedentemente, soltanto colate abbastanza viscose, come i silicati, avrebbero potuto essere utilizzate, altrimenti le tensioni di superficie avrebbero comportato la formazione di goccioline. Tuttavia, lo sviluppo della filatura fusa viscosa ha attenuato questa limitazione. Ciò si realizza mediante estrusione della fibra fusa in una camera dove, la fibra calda agisce come substrato per la CVD (comunemente di grafite, dal CH4, per esempio) in modo tale che il rivestimento sufficientemente rapido della CVD sulla fibra ne impedisce la rottura in gocce. Sono di interesse nuove composizioni vetrose per le fibre, tra cui gli alogenuri per le fibre all'IR a bassa perdita, e gli ossinitruri o composizioni di ossicarburo per ottenere una maggiore rigidità.

## Compositi ceramici

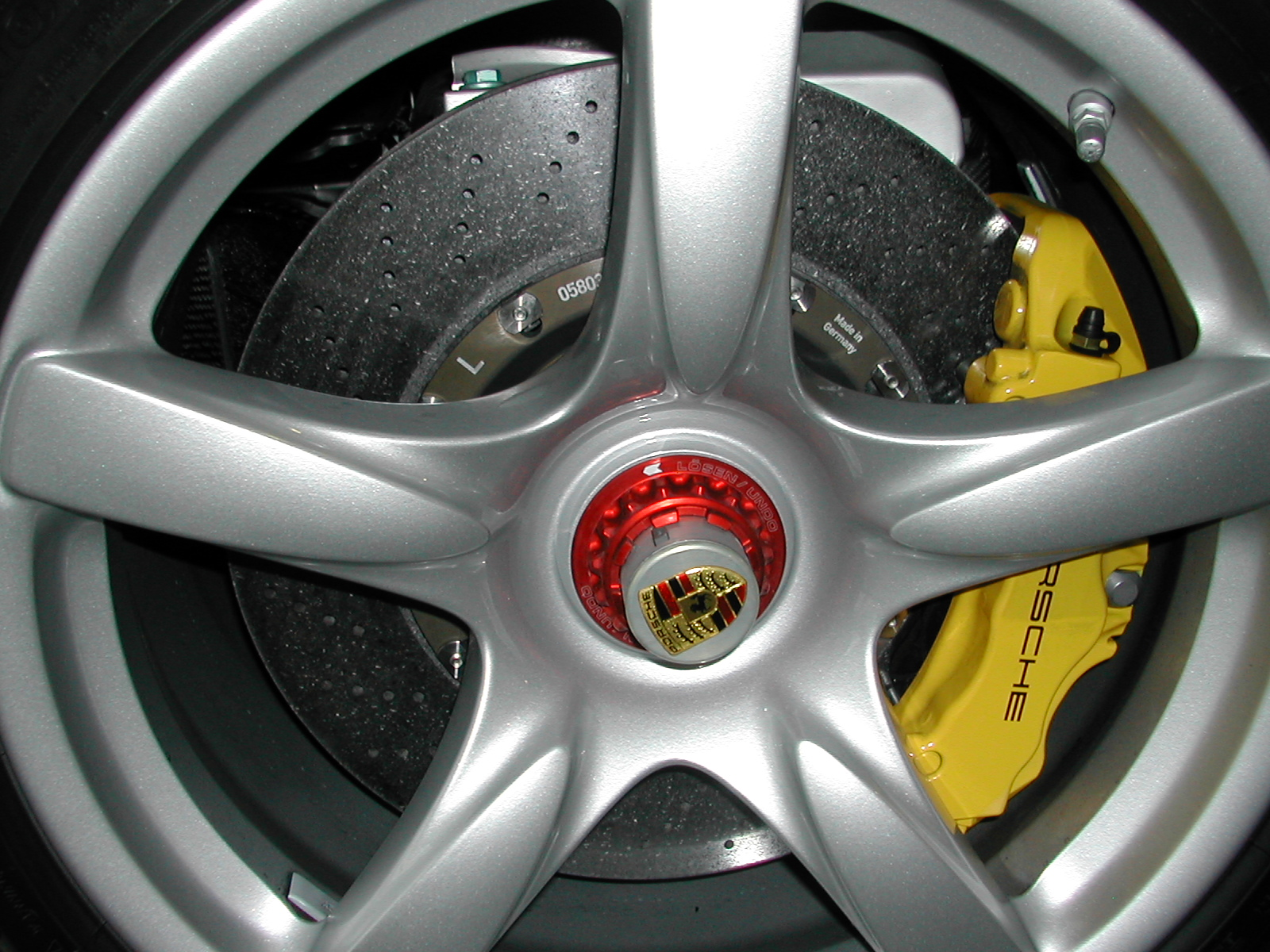
Freno a disco composito in carbonio-ceramica (carburo di silicio) di una Porsche Carrera GT.

È sorto negli ultimi anni l'interesse sostanziale per la fabbricazione di materiali compositi in ceramica. Mentre esiste un notevole interesse riguardo ai compositi con uno o più componenti non-ceramici, la massima attenzione si focalizza sui compositi in cui tutti componenti sono ceramici che si articolano di solito in due componenti: una matrice continua e una fase dispersa di particelle ceramiche, whisker, o fibre brevi (tritate) continue in ceramica. La sfida, come nel processo chimico a umido, è quella di ottenere una distribuzione uniforme e omogenea delle particelle disperse o della fase di fibra.
Consideriamo innanzitutto il trattamento dei compositi di particolato. La fase del particolato di maggiore interesse è l'ossido di zirconio tetragonale a causa della durezza che può essere ottenuta dalla trasformazione di fase, dalla tetragonale metastabile alla monoclina cristallina, che prende il nome di durezza di trasformazione. Vi è anche interesse sostanziale per la dispersione delle fasi non-osside, dure, quali SiC, TiB, TiC, boro, carbonio e soprattutto matrici di ossidi come allumina e mullite. Vi è anche elevato interesse nell'incorporare altri particolati ceramici, in special modo quelli con grande espansione termica anisotropica, come Al2O3, TiO2, grafite e nitruro di boro.
Nel trattamento dei compositi di particolato, il problema non è solo l'omogeneità delle dimensioni e della distribuzione spaziale delle fasi disperse e di matrice, ma anche il controllo granulometrico della matrice. Tuttavia, vi è un certo autocontrollo incorporato a causa dell'inibizione della crescita granulometrica della matrice per mezzo della fase dispersa. I compositi di particolato, benché in genere offrano una maggiore resistenza ai danni e ai guasti, o entrambi, sono ancora abbastanza sensibili alle disomogeneità di composizione, come pure ad altri difetti di lavorazione, ad esempio i pori. Così hanno bisogno di una buona elaborazione per essere efficaci. 
I compositi di particolato sono stati realizzati commercialmente miscelando semplicemente le polveri dei due costituenti. Sebbene questo approccio sia intrinsecamente limitato in quanto a omogeneità raggiungibile, è il più facilmente adattabile alle attuali tecnologie di produzione ceramica. Tuttavia, esistono altri approcci che interessano. 
Dal punto di vista tecnologico, un approccio particolarmente auspicabile nel fabbricare particolati compositi è quello di ricoprire la matrice o il suo precursore di particelle sottili della fase dispersa con un buon controllo delle dimensioni delle particelle disperse iniziali e il risultante spessore del rivestimento della matrice. Si dovrebbe in linea di principio essere in grado di raggiungere il massimo in termini di omogeneità di distribuzione, e quindi ottimizzare il rendimento del composito. Questo può avere anche altre ramificazioni, come ad esempio consentire che siano ottenute più prestazioni utili in un corpo avente porosità, che può essere desiderata per altri scopi, per limitare ad esempio la conduttività termica.
Molta attenzione è adesso focalizzata  nel controllo dei legami tra fibra e matrice nei compositi in fibra di ceramica. Benefici eclatanti sono stati ottenuti dalle fibre di rivestimento con un materiale adatto come il BN. Questo è stato fatto in modo più esteso usando la CVD. Tuttavia, anche lo spruzzamento catodico (sputtering) è stato utilizzato con alcune fibre contenenti boro. È stata anche utilizzata la reazione in un ambiente di azoto reattivo (per es. ammoniaca). 
Ci sono anche alcune possibilità di sfruttare il processo di fusione per la fabbricazione di ceramica, particolato, whisker e di fibre corte e materiali compositi in fibra continua. È evidente che sia il particolato che i whisker compositi sono plausibili tramite precipitazione allo stato solido dopo la solidificazione della massa fusa. Questo può anche essere ottenuto in alcuni casi per mezzo della sinterizzazione, ad esempio per precipitazione dell'ossido di zirconio indurito, parzialmente stabilizzato. Analogamente, è noto che si possono solidificare in modo direzionale le miscele eutettiche di ceramica, ottenere dunque fibre composite allineate in modo monoassiale. Tale trattamento del composito è in genere stato limitato a forme molto semplici dato che soffre di gravi problemi dovuti agli alti costi di lavorazione.
Ci sono possibilità di combinare questa tecnica con i metodi di formazione dei monocristalli nel processo di crescita per la produzione di utili compositi di fibre allineate direttamente dalla fusione.  Si noti anche che l'uso di una miscela eutettica in linea di principio dà una più omogenea e potenzialmente più utile distribuzione di ZrO di quanto sarebbe normale nel processo allo stato solido. 
Chiaramente, ci sono possibilità di utilizzare la fusione per molti di questi approcci. Potenzialmente ancora più auspicabile è l'utilizzo di particelle derivate dalla fusione. In questo metodo, il raffreddamento rapido è fatto in una soluzione solida o in una struttura eutettica sottile, dove le particelle vengono dunque processate con metodi di lavorazione più attinenti a quelli della polvere ceramica in un corpo adatto. Ci sono stati anche tentativi preliminari di utilizzare la spruzzatura fusa come mezzo di formazione di compositi introducendo il particolato disperso, il whisker, o la fase di fibra insieme alla fusione del processo di spruzzatura.
Oltre ai molti miglioramenti del processo, la prima delle due maggiori esigenze per i compositi in fibra è quella di ottenere costi più bassi. La seconda sono le composizioni della fibra o i rivestimenti, o la lavorazione del composito, onde ridurre il deterioramento risultante dall'esposizione ad alta temperatura del composito in condizioni ossidanti. 

## Applicazioni

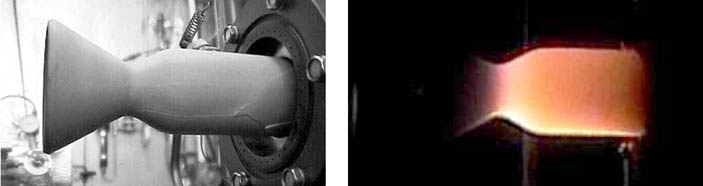
Propulsore al nitruro di silicio. Sinistra: montato sul banco di prova. Destra: testato con propellenti di H_{2}/O_{2}

I prodotti tecnologici di ceramica comprendono piastrelle utilizzate nel programma spaziale Shuttle, ugelli per bruciare gas, protezioni balistiche, pellet di ossido di uranio come combustibile nucleare, impianti bio-medicali, pale di turbine per motori di jet e ogive di missili.
I suoi prodotti sono fatti spesso con materiali diversi dall'argilla, scelti per le loro particolari proprietà fisiche. Questi possono essere classificati come segue:
- Ossidi: silice, allumina, zirconia
- Non-ossidi: carburi, boruri, nitruri, siliciuri
- Compositi: particolato o matrici di whisker rinforzate, combinazioni di ossidi e non-ossidi (per es. polimeri).

La ceramica può essere usata in molte industrie tecnologiche. Una applicazione sono le piastrelle in ceramica utilizzate dallo Space Shuttle della NASA e dai futuri aerei spaziali supersonici per proteggerli dal bruciante calore provocato durante il rientro nell'atmosfera terrestre. Sono inoltre ampiamente utilizzate in elettronica e ottica. Oltre alle applicazioni qui elencate, la ceramica viene utilizzata anche come rivestimento in vari case in ingegneria. Un esempio potrebbe essere il rivestimento in ceramica del cuscinetto su un telaio in titanio usato per un aeroplano. Recentemente, il campo è venuto ad includere gli studi dei monocristalli o le fibre di vetro, oltre ai tradizionali materiali policristallini, e le applicazioni di questi si sono andate sovrapponendo e mutando rapidamente.

### Industria aerospaziale
- Motori; schermatura contro il surriscaldamento del motore aereo onde evitare di danneggiare altri componenti.
- Cellule (airframes); utilizzate nelle forti sollecitazioni, ad alta temperatura, per il peso leggero di cuscinetti e altri componenti strutturali.
- Ogive di missili; schermatura interna del missile dal calore.
- Piastrelle per Space Shuttle
- Scudi balistici contro i detriti spaziali—gli scudi di fibre intrecciate in ceramica offrono una migliore protezione contro le particelle iperveloci (~ 7 km/s) rispetto a quelli di uguale peso in alluminio.[26]
- Ugelli per razzi; che resistono e concentrano lo scarico dei razzi ausiliari.

### Biomedicina

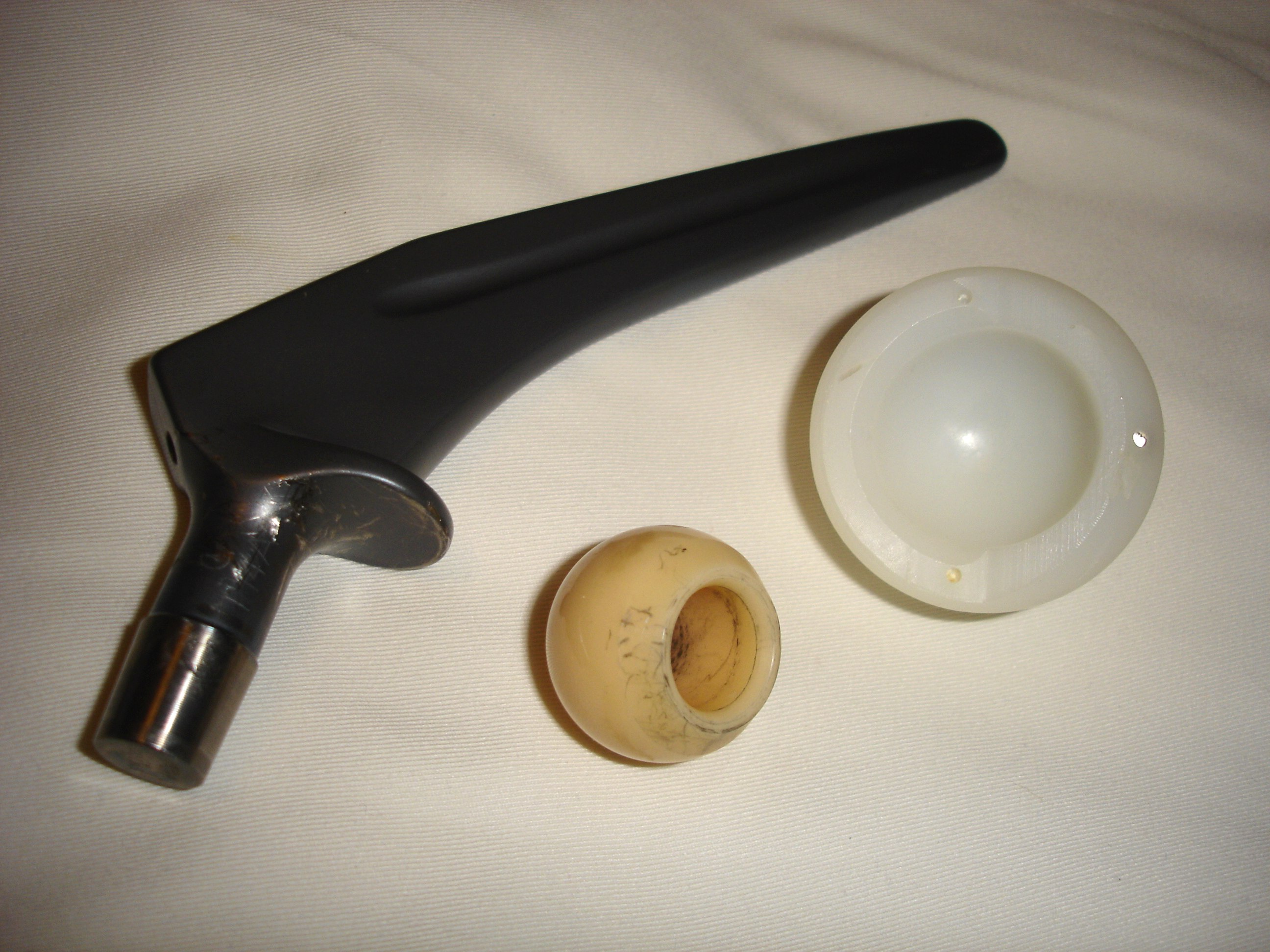
Una protesi di titanio all'anca con una testa in ceramica e una coppa acetabulare in polietilene.

- Osso artificiale; applicazioni odontoiatriche, denti.
- Soprossi biodegradabili; ossa rinforzate per l'osteoporosi
- Materiali per trapianti

### Elettronica
- Condensatori
- Imballaggi di circuiti integrati
- Trasduttori
- Isolante

### Ottica
- Fibre ottiche; trasmissione di onde luminose guidate
- Interruttori
- Amplificatori di laser
- Lenti
- Dispositivi all'infrarosso rivelatori di calore

### Autopropulsione
- Scudo termico
- Gestione del calore residuo

## Biomateriali

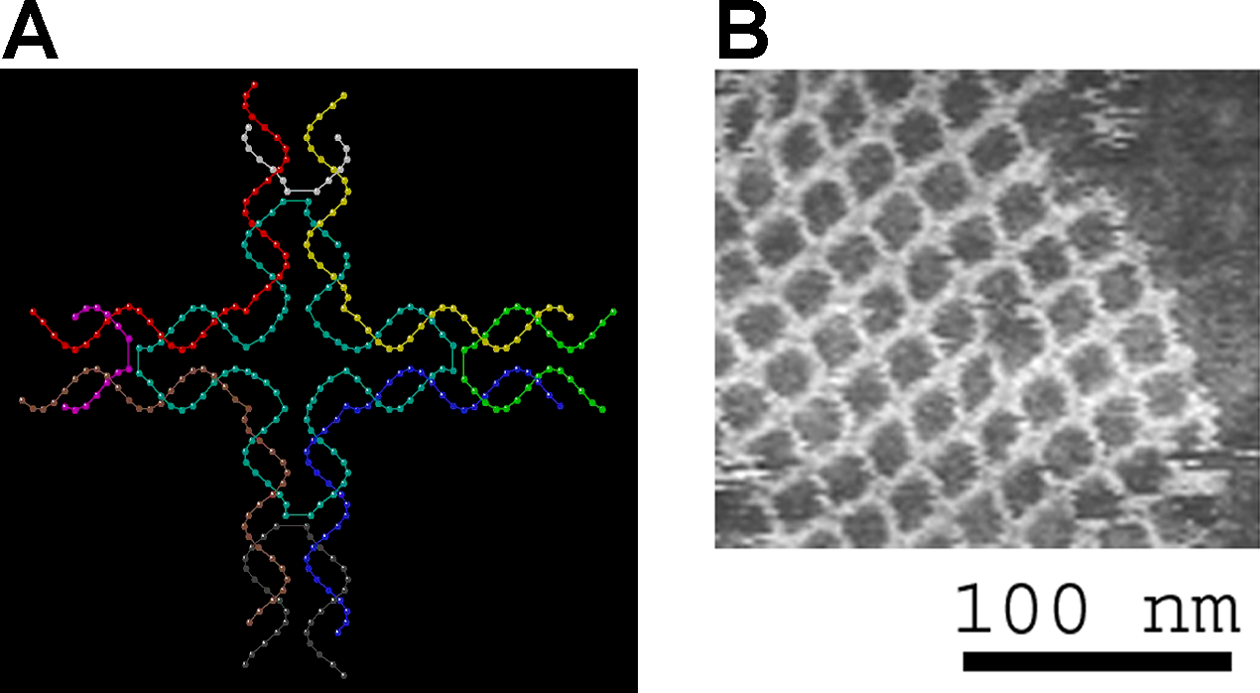
La struttura del DNA a sinistra (in modo schematico) si auto-assemblerà dentro la struttura visualizzata tramite microscopia a forza atomica a destra.

La silicizzazione è abbastanza comune nel mondo biologico e si verifica nei batteri, organismi unicellulari, piante e animali (invertebrati e vertebrati). I minerali cristallini formati in un tale ambiente spesso mostrano eccezionali proprietà fisiche (per es. forza, durezza, resistenza alla frattura) e tendono a formare strutture gerarchiche che presentano un ordine microstrutturale su una gamma di lunghezza o scale spaziali. I minerali vengono cristallizzati da un ambiente che è sotto-saturato rispetto al silicio, e in condizioni di pH neutro e bassa temperatura (0-40 °C). La formazione del minerale può avvenire all'interno o all'esterno della parete cellulare di un organismo ed esistono reazioni biochimiche specifiche per la deposizione minerale che includono lipidi, proteine e carboidrati. L'importanza della macchina cellulare non può essere troppo enfatizzata ed è con i progressi delle tecniche sperimentali nel campo della biologia cellulare e la capacità di simulare l'ambiente biologico che sono stati fatti attualmente progressi significativi.
La maggior parte dei materiali naturali (o biologici) sono composti complessi le cui proprietà meccaniche sono spesso eccezionali, considerando i deboli costituenti con i quali sono assemblati. Queste strutture complesse, che hanno subito centinaia di milioni di anni di evoluzione, stanno ispirando la progettazione di nuovi materiali con eccezionali proprietà fisiche per le alte prestazioni in condizioni avverse. Le loro caratteristiche peculiari quali la gerarchia, la multifunzionalità e la capacità di auto-guarigione, sono attualmente oggetto di indagine.
Gli elementi costitutivi di base iniziano con i 20 amminoacidi per arrivare a polipeptidi, polisaccaridi e polipeptidi-saccaridi. Questi, a loro volta, compongono le proteine di base, che sono i costituenti primari del 'tessuti molli' comuni alla maggior parte dei biominerali. Con oltre 1000 proteine possibili, la ricerca attuale dà rilievo all'uso di collagene, chitina, cheratina ed elastina. Le fasi dure ('hard') sono spesso rafforzate da minerali cristallini, che nucleano e crescono in un ambiente biomediato che determina la dimensione, la forma e la distribuzione dei singoli cristalli. Le più importanti fasi minerali sono state identificate come idrossiapatite, silice e aragonite. Utilizzando la classificazione di Wegst e Ashby, vengono presentate le principali caratteristiche meccaniche e le strutture della ceramica biologica, i polimeri compositi, gli elastomeri e i materiali cellulari. I sistemi selezionati in ciascuna classe sono oggetto di studio con particolare attenzione al rapporto tra la loro microstruttura su una gamma di scale di lunghezza e la loro risposta meccanica.
Così, la cristallizzazione di materiali inorganici in natura si verifica generalmente a pressione e temperatura ambiente. Eppure gli organismi viventi attraverso queste forme minerali sono in grado di produrre regolarmente strutture complesse in modo estremamente preciso. Comprendere i processi per mezzo dei quali gli organismi viventi controllano la crescita di minerali cristallini come la silice, potrebbe portare a progressi significativi nel campo della scienza dei materiali, e aprire la porta a tecniche di sintesi per materiali compositi su nanoscala, o nanocompositi.

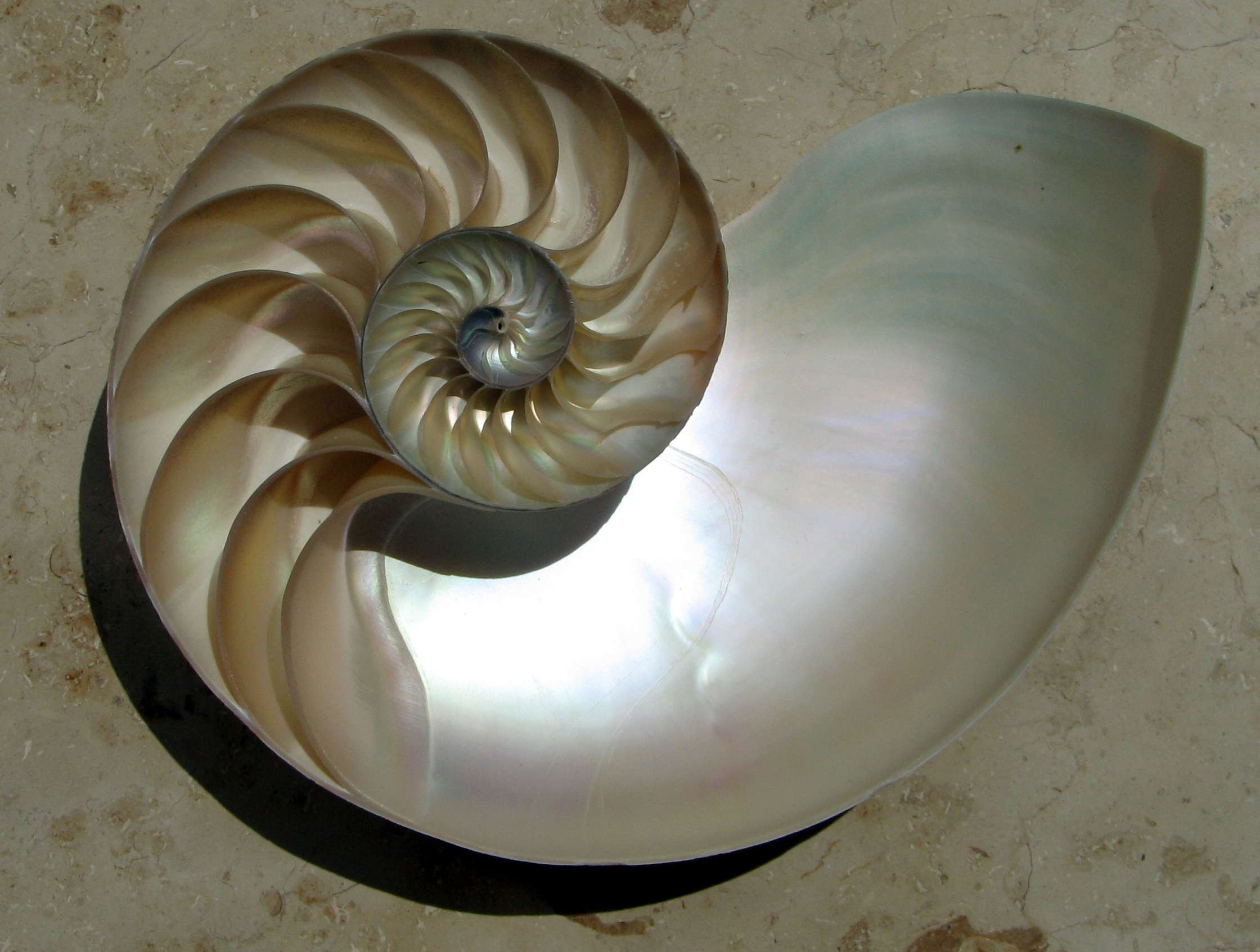
La madreperla iridescente dentro una conchiglia di Nautilus.

Sono state effettuate osservazioni con il SEM ad alta risoluzione sulla microstruttura di una porzione di madreperla della conchiglia haliotis. Queste conchiglie presentano una resistenza meccanica e tenacità alla frattura più alta di qualsiasi sostanza conosciuta non metallica. La madreperla dalla conchiglia dell'haliotis è diventata una delle strutture biologiche più intensamente studiate nella scienza dei materiali. Ben visibili in queste immagini sono le tegole (tile) minerali ordinatamente accatastate (o ordinate) separate da sottili strati organici insieme a una macrostruttura di bande di crescita periodiche più grandi che, collettivamente, costituiscono ciò che gli scienziati stanno attualmente riferendo come una struttura gerarchica composita. (Il termine gerarchia implica semplicemente che ci sono una serie di caratteristiche strutturali che esistono in una vasta gamma di scale di lunghezza).
Gli sviluppi futuri risiedono nella sintesi di materiali ispirati alla biologia attraverso metodi di lavorazione e strategie che sono caratteristici dei sistemi biologici. Questo riguardano l'auto-assemblaggio su nanoscala dei componenti e lo sviluppo di strutture gerarchiche.